# Вольф, Эрнст (музыкант)
Эрнст Вольф (нем. Ernst Wolff; 12 апреля 1861, Картхаус, Пруссия, ныне Картузы, Польша — 10 мая 1935, Кёльн) — немецкий пианист и музыкальный педагог.

## Биография
В 1880—1883 гг. учился в Берлинской высшей школе музыки у Фридриха Киля и Эрнста Рудорфа (композиция), а также у Адольфа Шульце (вокал). Как вокалист совершенствовался в Париже у Ромена Бюссина. С 1884 года выступал как пианист и аккомпаниатор.
Наиболее известен как музыкальный педагог, после смерти Франца Вюльнера в 1902 году один из руководителей Кёльнской консерватории (с Вилли Хессом и Отто Клаувелем), в 1917—1925 гг. её директор.
Опубликовал книги о Роберте Шумане и Феликсе Мендельсоне (обе 1906), составил и отредактировал сборник писем Мендельсона (1907) и сборник переписки Иоганнеса Брамса с Вюльнером (1922, переиздание 1974).